# 이스라엘 왕국
이스라엘 왕국(아람어: 𐤉𐤔𐤓𐤀𐤋, 히브리어: ממלכת ישראל המאוחדת) 또는 헤브라이 왕국은 고대 레반트 남부에 존재하던 히브리인들의 왕국으로, 이스라엘 역사상 최초의 국가이다. 신명기 역사서에 따르면, 이스라엘 왕국은 사울, 이스보셋, 다윗, 솔로몬의 통치 아래 "통일 왕국"으로 존재했으며, 후대에 분리된 유다 왕국과 북이스라엘 왕국의 영토를 모두 포함했다. 따라서 이를 강조하여 통일왕국시대라 부르기도 한다.
통일 이스라엘 왕국의 실존에 대해 역사학계 내에서 논쟁이 이어지고 있다. 1980년대부터 일부 성서학자들은 기원전 8세기 후반 이전에 광범위한 왕국이 존재했다는 고고학적 증거가 부족하며, 이를 뒷받침하기 위한 방법론이 결함이 있다고 주장하기 시작했다. 개중에는 구약성경의 기록이 역사성을 가지고 있다고 보는 자들이 있는 반면, 성경의 이야기가 역사적으로 허구라고 보는 자들도 있으며 이들 가운데 성경의 증언이 과장되었으며 모두 사실인 것은 아니라고 보는 학자들도 있다.
1990년대에 이스라엘 고고학자 이스라엘 핀켈슈타인은 통일 왕국이 기원전 10세기에 존재했다는 고고학적 증거를 기원전 9세기로 재해석해야 한다고 주장하였다.:59–61 이 모델에 따르면, 성경에 언급된 왕국은 철기 시대 I에 해당하며, 중앙 집권적 정부를 가진 국가가 아니라 유다 지역의 소규모 정치체를 중심으로 한 부족 중심의 족장 사회로 보았다. 이는 북쪽 이스라엘 부족들과는 단절된 상태였다.
이에 반해 이스라엘 고고학자 아미하이 마자르의는 해당 시기를 기원전 10세기 초에서 9세기 중반으로 설정하며, 전통적 연대기의 문제를 보완하면서도 사울, 다윗, 솔로몬의 시대와 관련된 발견들을 이 시기로 연결시킨다. 마자르의 연대기와 전통적 연대기는 비교적 널리 수용되고 있으나, 이 주제에 대한 학문적 합의는 여전히 이루어지지 않았다.
최근 이스라엘 고고학자 엘랏 마자르와 요세프 가르핀켈이 각각 예루살렘과 키르벳 케이야파에서 통일왕국에 대한 고고학적 근거를 발견했다고 주장하였으나, 이들의 연대와 해석은 보편적으로 인정받고 있지는 않다.
솔로몬과 그의 통치의 역사성 역시 큰 논쟁의 대상이다. 현재 학문적 합의는 솔로몬이라는 인물의 역사적 존재를 어느 정도 인정하지만, 그가 기원전 10세기에 이스라엘과 유다를 통치한 왕이었다는 점은 불확실하다고 본다. 성경에 묘사된 그의 왕국의 부유함과 제국적 성격은 대부분 시대착오적 과장으로 간주된다.

## 역사학
통일 이스라엘왕국이라는 개념은 구약성경에서 도출된 역사적 관념이다. 이 개념은 20세기 중반부터 1990년대까지 구약학에서 널리 받아들여졌으나 이후 점차 지지를 잃었다. 여기서 말하는 통일 이스라엘 왕국은 기본적으로 유일한 사료인 구약성경을 바탕으로 역사학적 방법을 통해 연구된 결과이다.

### 초기 정치 구조
기원전 11세기 후반, 이스라엘 부족 연합은 성경 전승에서 판관, 또는 사사라고 불리는 카리스마적인 지도자들을 잠시간 따랐다. 이러한 지도 체계는 중앙집권적 왕정을 가진 인근 민족들에 비해 정치적·군사적으로 약점을 드러냈다. 그러나 동시에 이웃 민족들의 왕정 체제는 히브리인들에게도 영향을 미쳐, 왕권에 대한 개념이 점차 자리 잡는 계기가 되었을 것으로 보인다.
성경의 판관기에는 특정 개인들에게 왕위를 제안했던 일들이 일부 기록되어 있다. 그러나 초기 히브리인들은 주로 씨족과 부족 단위로 조직되어 있었고, 군사적으로는 무기에 익숙하지 않은 씨족 기반의 민병대를 통해서만 전투력을 발휘할 수 있었다. 이들이 거주하던 가나안 지역은 청동기 시대의 붕괴로 인해 다른 패권 세력이 존재하지 않는 상황이었다.
조직화가 부족했던 이 지역에, 블레셋인들은 해안 도시에서 내륙으로 진출하며 영향을 확대했다. 이들은 뛰어난 금속 가공 기술과 잘 조직된 군대 및 용병 체제를 통해 우위를 점했다. 블레셋인들은 군사 기지를 설치하고 지역 주민들에게 조세를 강요하는 체제를 구축했다.
이에 맞서 히브리인들은 봉기를 일으켰으며, 카리스마적 지도자였던 사울왕은 기습 전략을 활용해 몇몇 블레셋 기지를 제거하는 데 성공했다. 또한, 사울은 상대적으로 규모가 크지는 않았지만, 그의 씨족 구성원들이 이끄는 장기간 유지 가능한 용병 부대를 조직했다.
사울은 북부 이스라엘에 왕국을 세웠지만, 이스라엘의 전통과 충돌하며 곧 제사장들의 지지를 잃게 되었다. 사울의 통치는 약 2년 정도 지속되었으나 블레셋인들은 히브리인의 봉기를 진압하기 위해 이스르엘 골짜기에 대규모 군대를 집결시켰다. 이 평야는 히브리인의 산악 정착지와 달리 블레셋의 전차를 효율적으로 운용할 수 있는 지형이었다. 블레셋인들은 안티파트리스(아벡) 근처에서 사울의 군대를 완전히 격파했다.
다윗은 사울의 추종자이자 용병대장으로 활동하다가 유다 지역에서 소규모 왕국을 세웠다. 그는 북부의 사울과는 다른 유리한 조건들을 바탕으로 왕국을 발전시킬 수 있었다. 남부 히브리인들은 이미 도시 정착지를 건설하거나 점령한 상태였는데 이는 농업 중심의 북부 왕국과 대비되었다. 북부와 달리, 유다는 게셀에서 예루살렘에 이르는 가나안 도시들로 인해 북쪽 왕국과 지리적으로 차단되어 있었고, 이들 가나안 도시와의 관계는 북부보다 상대적으로 평화로웠던 것으로 보인다.
유다는 북부보다 농경에 부적합한 기후를 가졌고, 소규모 가축 사육에 기반을 둘 수 밖에 없었다. 이 경제 체제는 주변 민족들과의 활발한 무역 관계를 필요로 했다. 또한, 유다 외부에서는 유목 민족인 아말렉이 지속적인 위협으로 존재했는데, 이는 유다 내부의 국가적 결속을 강화하는 요인이 되었다.
다윗 이전에도 헤브론은 유다 지역의 중요한 도시 중심지로, 이곳의 평의회는 남부 히브리인들에게 일정한 통치권을 행사했다. 다윗은 헤브론을 점령하고 이를 자신의 지속적인 통치 본거지로 삼으면서 단순한 용병대장의 역할을 넘어섰다. 그는 군사 지도뿐만 아니라 사법권과 종교적 기능을 포함한 왕권을 확립하며 자신을 왕으로 자리매김했다.
사울이 사망한 후 북부에서는 사울과 같은 강력한 왕권이 다시 수립되지 않았다. 사울의 아들 이스보셋이 패권을 주장했지만, 그의 통치는 불안정했다. 이스보셋의 주변에서 벌어진 갈등의 결과로 다윗이 북부 이스라엘의 군주로 초청되었다.
성경에 따르면, 다윗과 이스보셋 사이에는 두 지도자와 그 추종 세력 간의 일련의 폭력적 충돌이 있었다. 다윗은 이러한 사건들을 자신의 정치적 정당성을 강화하는 데 활용하였고, 이를 통해 북부 이스라엘과 남부 유다를 개인 통치 아래 통합할 수 있는 정당성을 확보했다.
다윗의 용병들은 요압의 지휘 아래 가나안인 중 하나인 여부스족의 도시인 예루살렘을 점령하였다. 이 도시는 북부 이스라엘과 남부 유다 사이에 위치해 있었으며, 헤브론보다 지리적으로 두 왕국을 통치하기에 적합한 중심지였다.
예루살렘은 남부 유다 왕국의 영토 내에 위치했지만, 유다의 일부가 아닌 독립된 "다윗의 성"으로 설정되었다. 이 도시는 기원전 948년경에 건설된 예루살렘 성전을 중심으로 종교적 중심지가 되었다. 다윗은 기존 대제사장인 사독을 그의 직위에 그대로 유지하였으며, 사독은 나중에 이스라엘 제사장 아비아달을 축출하는 데 성공하였다.
예루살렘 성전에서는 가나안의 종교적 전통과 이스라엘의 야훼 신앙이 융합되어 긴장감 있는 혼합주의적 성격을 띠었다.
예루살렘을 정복함으로써 다윗은 블레셋인의 관점에서도 단순한 용병대장이나 봉신의 위치를 넘어선 독립적이고 강력한 지도자로 부상하였다. 이에 블레셋인들은 두 차례에 걸쳐 다윗의 세력에 도전하였다. 첫 번째 공격은 새로운 왕국의 중심지인 예루살렘을 겨냥했으며, 두 번째 공격은 다윗의 남부 기반지에 대한 것이었다. 다윗은 이 두 공격을 성공적으로 물리쳤다.

이후 다윗은 블레셋인의 남은 내륙 기반지를 겨냥하여 적극적인 공세를 펼쳤다. 이 과정에서 다윗은 해안 지역을 제외한 블레셋인의 내륙 거점을 제거하며 그들의 권력을 완전히 약화시켰다.

기원전 9세기의 판도

발터 디트리히(Walter Dietrich)는 다윗 및 솔로몬 시대의 왕국 핵심 영토를 주변 종속국을 제외하고 다음과 같이 정의한다
- 북쪽과 동쪽: 페니키아 도시들을 제외한 트랜스요르단(요르단 동쪽), 갈릴리, 요단강 상류 지역(단까지)
- 서쪽: 지중해에 이르는 전 지역, 가나안 도시국가들인 다아낙, 므깃도, 도르 포함.
- 남서쪽: 네게브 지역, 브엘세바까지, 그러나 블레셋 지역은 제외.

이러한 정의는 다윗과 솔로몬 왕국의 핵심 영토가 가나안 중심부와 주요 무역로를 포함했음을 보여준다.

### 다윗의 정복 전쟁
다윗은 일련의 공격 전쟁을 통해 동쪽에 위치한 이웃 민족들을 정복하며 왕국의 영토를 크게 확장시켰다. 이 과정에서 모압, 암몬, 에돔을 굴복시켰다. 또한, 암몬족과 동맹을 맺은 여러 아람 소국들을 제압하고 그들을 자신의 패권 아래 두었다. 다윗의 행정관은 다마스쿠스에 주재하며 아람 지역을 관리하였다.
아울러 이스라엘 부족의 영토 내에 남아 있던 가나안 도시국가들도 다윗의 왕국에 통합되었다. 이를 통해 다윗은 정치적, 군사적 통합을 강화하고 왕국의 영향력을 주변 지역으로 확장시켰다.
다윗은 용병 부대를 활용하여 여러 전쟁에서 성공을 거두었으나, 이 과정에서 이스라엘 부족들은 전투의 주축에서 배제되고 보조 병력으로 격하되었다. 또한, 그들은 과중한 세금과 부역에 시달렸다. 이러한 불만이 쌓이면서 다윗의 아들 압살롬이 불만 세력의 중심에 섰고, 군사적으로 다윗에게 반기를 들었다. 압살롬은 다윗을 예루살렘에서 쫓아내고, 유목 전통에 따라 다윗이 남기고 간 여러 아내와 결혼함으로써 왕위를 주장할 정당성을 강화하려 했다.
다윗과 압살롬의 운명을 결정지을 전투는 요단강 동쪽 지역에서 벌어졌다. 이 전투에서 압살롬이 이끄는 이스라엘 부족 병력과 요압이 지휘하는 다윗의 용병 부대가 충돌하였다. 결과적으로 압살롬이 전사하고 그의 병력은 흩어졌으며, 반란은 실패로 끝났다.
그러나 반란 이후에도 히브리인들 사이에서는 일부 저항 세력이 남아 있었으며, 이들은 주로 왕국의 북쪽 지역으로 집중되었다. 이들은 왕국 체제에서 벗어나 전통적인 씨족 중심의 생활 방식으로 돌아가기를 요구하였다. 이는 다윗 왕국 내에서 지속적인 긴장과 분열의 원인이 되었다.

### 솔로몬의 즉위와 통치
왕위 계승을 둘러싼 궁중 암투에서 솔로몬이 새로운 왕으로 등극하였다. 그는 궁궐 경비대와 용병 부대의 지원을 받을 수 있었고, 이집트의 관례를 따라 먼저 공동 통치자로 임명되었다. 이후 솔로몬은 왕국의 지도층에 대한 숙청을 단행하였으며, 이 과정에서 그의 지지 세력과 함께 다윗의 오랜 측근들을 제거하였다.
솔로몬은 아버지 다윗에게서 대제국을 물려받았다. 독일 신학자 게르하르트 폰 라트는 이를 두고 "외교적으로는 어느 정도 안정되었으나, 여전히 내부적으로는 문제가 가득한, 강력한 팽창력을 가진 국가였다. 종교적 삶은 새로운 중심지(예루살렘 성전)에 묶여 새로운 형태로 들어섰으며, 시대의 지적 자산을 유지하는 화려한 궁정이 있었다."라고 적었다.
헤르베르트 도너(Herbert Donner)는 솔로몬의 궁정을 개방적이고, 더 나아가 세계주의적인 성격으로 묘사하며, 이를 "예술과 학문의 요람"이라고 평가했다. 솔로몬은 국제 무역에서 얻은 수익으로 자신의 대규모 건축 프로젝트를 실행할 수 있었다. 이러한 무역은 오직 왕실만이 운영할 수 있었다. 주요 건축물로는 예루살렘의 성전과 왕궁, 하솔, 므깃도, 게셀, 벳호론에 건설된 군사 요새 도시들, 그리고 사치스러운 궁정 유지가 포함되었다.
효율적인 행정을 통해 인구는 조세와 부역으로 동원되었다. 이를 위해 관료들은 전문적인 교육을 받은 서기관 학교에서 훈련되었으며, 행정 구역은 이스라엘 부족들의 영토를 행정 단위로 나누고 지방관을 임명하여 재조직되었다. 일부 인구는 부역 노동에 종사해야 했다.
솔로몬 통치 기간 동안 영토 확장은 이루어지지 않았으나, 그는 최초로 전차 부대를 조직하였고, 이를 가나안 도시의 상류층을 기반으로 운용하였다. 그러나 북동부 지역에서는 아람 다마스쿠스 왕국의 형성으로 인해 다윗 시대에 얻었던 히브리인의 지배권이 상실되었다.
또한, 다시 강성해진 이집트가 팔레스타인 지역으로 첫 번째 군사적 진출을 시도하였다. 솔로몬은 이집트의 이러한 움직임에 대해 군사적 대응 대신 외교적 협상을 통해 해결하려고 하였다.
솔로몬의 죽음 이후 그의 아들 르호보암이 왕위를 계승하였다. 예루살렘과 남부 유다에서는 가나안 도시국가의 전통에 따라 왕위 계승이 자연스럽게 받아들여졌다. 그러나 북이스라엘에서는 상황이 달랐다. 새로 즉위한 왕은 북쪽으로 가서 세겜에서 이스라엘 부족 대표들과 협상해야 했다. 이스라엘 부족들은 왕권의 제한, 왕궁에 대한 세금 감면, 그리고 전통적인 카리스마적 지도자 역할로의 복귀를 요구하였다. 그들은 기본적으로 르호보암의 패권을 인정할 의향이 있었으나, 왕권에 대한 제약이 조건이었다. 그러나 르호보암은 이러한 요구를 거부하고 자신의 왕권을 제한하지 않겠다고 선언하였다. 이에 북이스라엘은 르호보암의 통치를 거부하였으며, 그에게 충성을 맹세하지 않았다. 결국 북이스라엘에서는 반란이 일어났고, 르호보암은 가까스로 암살 시도를 피했으며, 그의 추종자 중 한 명은 돌에 맞아 죽었다.
이 사건으로 다윗과 솔로몬에 의해 세워졌던 통일 왕국은 종말을 맞이했다. 이후 왕국은 북이스라엘 왕국과 남유다 왕국으로 분열되어 각각 독립적인 정치체로 운영되었다.

### 국왕 목록
| 왕 이름   | 통치 기간 | 통치 기간                       | 관련 성경구절             |
| 사울 왕조 | 사울 왕조 | 사울 왕조                       | 사울 왕조                 |
| --------- | --------- | ------------------------------- | ------------------------- |
| 사울      | 20년 40년 | 기원전 1030년경~기원전 1010년경 | 사무엘상 11:15            |
| 이스보셋  | 7.5년     | 기원전 1010~1008년              | 사무엘하 2                |
| 다윗 왕조 |           |                                 |                           |
| 다윗      | 40년      | 기원전 1010년경~기원전 970년경  | 사무엘하5:1; 역대상11:1   |
| 솔로몬    | 40년      | 기원전 970년경~기원전 931년경   | 열왕기상2:12; 역대상29:28 |

## 고고학
통일 이스라엘 왕국에 대해 현대 고고학에서 상당한 지분을 차지했던 이론은 이스라엘 핀켈슈타인이 제시한 '저연대Low Chronology' 이론이다.:59–61 이 이론에서 제시하는 층서학적 모델에 따르면, 그동안 통일 이스라엘 왕국의 것으로 인식되던 유물이나 유적들(게셀, 므깃도, 하솔의 마병장)은 기원전 10세기가 아닌 기원전 9세기로 비정되는 것이 타당하다. 그리고 다윗 왕은 기원전 10세기~9세기로 비정하는데, 강한 왕권을 가졌다기 보단 유다의 소규모 부족의 족장 수준의 인물로 북이스라엘 왕국과는 무관하다고 본다. 그는 기원전 10세기에 기브온-기브아 고원을 기반으로 급작스럽게 정치 세력이 형성되고 성서의 시삭인 쇼솅크 1세에 의해 파괴된 후 작은 도시 국가들로 분열되어 회귀하였으며, 이후 기원전 950년에서 900년 사이에 또 다른 정치 세력이 북부 고지대에서 나타나 결국 이스라엘 왕국의 전신으로 간주될 수 있는 디르사를 수도로 삼았다고 주장하기도 하였다. 그러나, 그의 저연대 이론과 달리 그의 기브아-기브온이나 디르사 정치 세력 등에 대한 이스라엘 왕국의 초기 발전사에 대한 해석은 학계의 비판을 받았는데, 또 다른 학자인 윌리엄 데버는 그의 해석에 대해 "수많은 오류, 잘못된 표현, 지나친 단순화, 모순"으로 가득 차 있다 말하며 가혹하게 비판했고, 아론 버키는 성경 및 성경 외적 출처로 증명할 수 없는 여러 가지 추측을 담고 있다는 말을 남겼다. 또한, 저연대 이론 역시 모든 고고학자들이 동의하는 주장은 아니다. 아미하이 마자르 교수가 그 대표적인 예신데, 예루살렘과 기원전 11-10세기의 유적인 키르벳 케이야파에 대한 발굴조사가 진행됨에 따라 오늘날 일부 고고학자들은 기원전 11-10세기의 통일 이스라엘 왕국의 존재를 인정한다.

## 같이 보기
- 유대교
- 역사적 성경해석